# Batopilas
Batopilas de Manuel Gómez Morín (en tarahumara, "río encajonado") es una población del estado de Chihuahua, en México, situada en la Sierra Madre Occidental, en el fondo de una barranca. En 2005 su población era de 1 210 personas y es cabecera del municipio de Batopilas.

## Geografía
Batopilas se encuentra al fondo de una barranca y a lo largo del río Batopilas, es un pequeño poblado colonial formado por tres calles, para llegar a la población existe un único camino de pavimento que desciende la barranca, el viaje de Batopilas de Creel, el principal centro turístico de la Sierra es de 5 horas.
A 8 kilómetros de Batopilas, siguiendo el curso del río, se encuentra la antigua Misión de Satevo, una de las mejor conservadas construcciones coloniales de la región.

## Historia
Batopilas fue fundado por José de la Cruz, un explorador español, al descubrirse una rica mina de plata en 1708. La riqueza que producían lo hizo famoso en el mundo entero, y llegó a tener hasta 50 000 habitantes permanentes y un muy alto nivel de vida. Atrajo numerosas riquezas: Alexander Robey Shepherd, el famoso magnate estadounidense de la minería, construyó una mansión en este lugar, que hoy se halla en ruinas, pero que aún muestra su magnificencia. Desde inicios del siglo XX, la actividad minera decreció hasta prácticamente desaparecer y, con ella, la vida del pueblo, que es hoy apenas una pequeña población. Uno de los distritos mineros de la zona lleva el nombre de Andrés Manuel del Río, en homenaje al descubridor del elemento químico vanadio.[cita requerida]
Entre los personajes ilustres nacidos en Batopilas, está Manuel Gómez Morín, así como la jurista y poetisa Rosalinda Manjarrez Loya.[cita requerida]

## Turismo
En la actualidad Batopilas es un destino turístico en desarrollo, principalmente en el rubro de turismo ecológico y de aventura, particularmente famosa entre turistas estadounidenses y europeos, que aprecian la riqueza colonial de su pasado, cuenta con 15 hoteles de todas las categorías, tiene únicamente los servicios básicos, siendo esto uno de sus principales atractivos.
El 19 de octubre de 2012 el presidente Felipe Calderón Hinojosa entregó a Batopilas su nombramiento como Pueblo Mágico, pasando a formar parte de dicho programa establecido por la Secretaría de Turismo de México.